# Wilhelm von Holzschuher

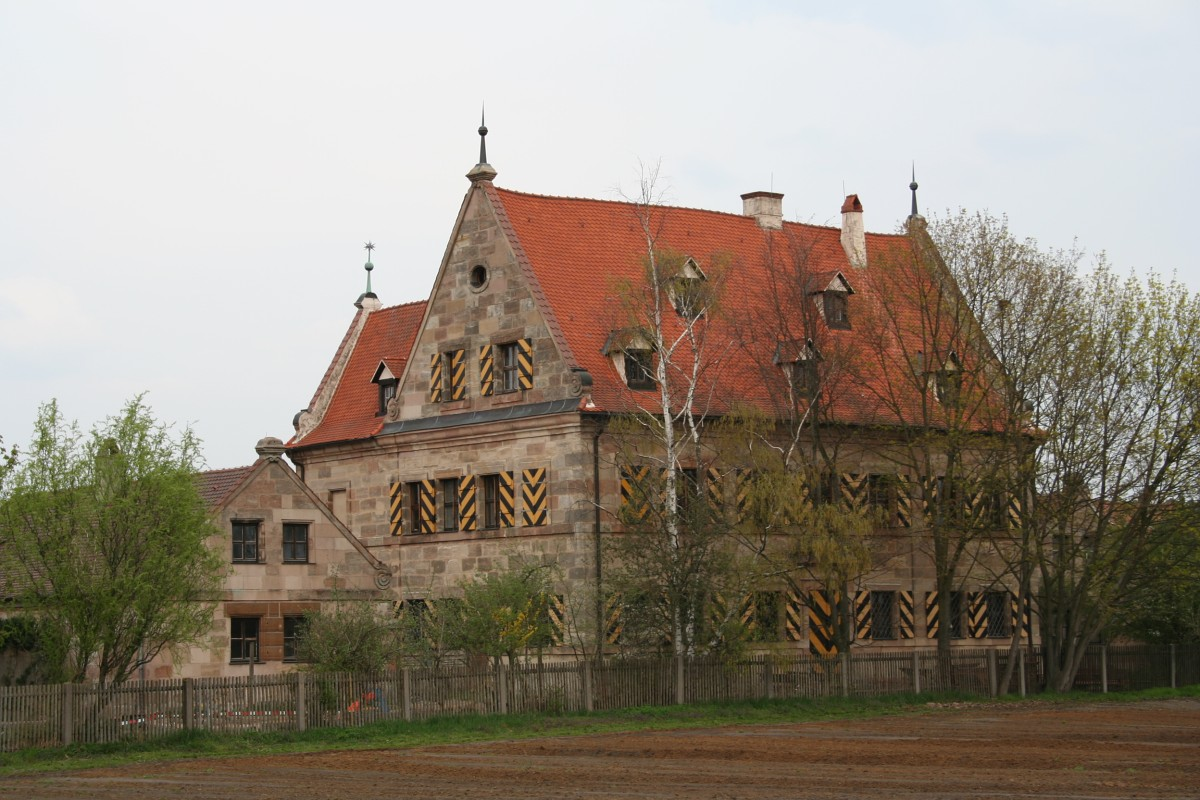
Geburtsort: Holzschuher-Schlösschen Almoshof (Bild von 2005)

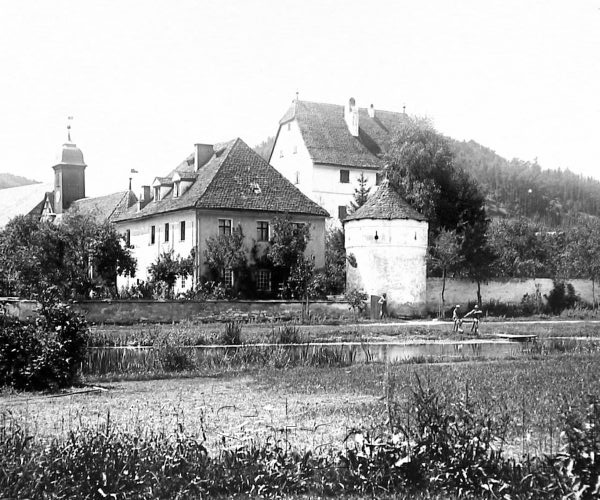
Gut und Schloss Artelshofen wurden 1931 erworben (Bild von 1894)

Freiherr Wilhelm von Holzschuher, seit 1918 Wilhelm Freiherr von Holzschuher (geboren am 2. September 1893 in Almoshof; gestorben am 31. März 1965 in Luzern, Schweiz) war ein deutscher Gutsbesitzer, Landwirt und von 1934 bis 1939 nationalsozialistischer Regierungspräsident von Niederbayern und der Oberpfalz. In der SS erreichte er den Rang eines SS-Gruppenführers.

## Leben
Die Familie Holzschuher von Harrlach stammt aus dem Nürnberger Patriziat. Wilhelms Vater Karl Sigmund war Gutsbesitzer und hatte bürgerlich geheiratet. Wilhelm Holzschuher selbst war dreimal verheiratet, sein am 10. März 1934 geborener Sohn Joerg Adolf Sigismund hatte Adolf Hitler als Taufpaten und daher auch dessen Vornamen erhalten.
Holzschuher besuchte nach der Volksschule von 1904 bis 1908 das Progymnasium in Rothenburg ob der Tauber, bevor er in das Bayerische Kadettenkorps in München eintrat. Als Fähnrich rückte er in das 4. Bayerische Infanterie-Regiment in Metz ein und nahm als Angehöriger verschiedener Regimenter von 1914 bis 1918 am Ersten Weltkrieg teil.
Nach dem Krieg wurde er im Rang eines Leutnants aus der Armee entlassen und schloss er sich dem „Fränkischen Bauerndetachement Eiserne Schar Berthold“ von Rudolf Berthold an. Mit der „Eisernen Schar“ ging er 1919 nach Königsberg und griff von dort in die Kämpfe im Baltikum ein. Die „Eiserne Schar“ beteiligte sich schließlich im März 1920 am Kapp-Putsch. Danach bewirtschaftete er die Familiengüter.
Holzschuher trat zum 1. Januar 1928 der NSDAP bei (Mitgliedsnummer 75.001) und war dort Mitglied der Ortsgruppe Braunes Haus sowie Träger des Goldenen Parteiabzeichens. Mitglied der SS war er seit Februar 1934 (SS-Nummer 214.975). In der SS erreichte er im September 1934 den Rang eines Gruppenführers, war dem Stab RFSS zugeordnet und trug als Auszeichnung den SS-Totenkopfring.
Von 1930 bis Frühjahr 1934 war Holzschuher Privatsekretär und danach stellvertretender Vorsitzender sowie Vorsitzender der II. Kammer beim Untersuchungs- und Schlichtungsausschuss (USchlA) der Reichsleitung der NSDAP.
1934 erhielt Holzschuher als „Reichsinspektor z. b. V. der Reichsleitung der NSDAP“ einen Sonderauftrag, um den parteiinternen Terror im Raum Köln zu untersuchen und zu unterbinden.
Mit Wirkung vom 1. Dezember 1934 wurde Holzschuher zum Regierungspräsidenten von Niederbayern und der Oberpfalz ernannt. Im Kampf gegen die Kirchen war er in Zielen mit den Führern der Parteiorganisation einer Meinung, in den Mitteln versuchte er unauffälliger zu taktieren. Am 24. März 1938 traf sich Holzschuher mit Hubert Karl, Theodor Eicke und Oswald Pohl, sowie lokalen Politikern, um die Einrichtung eines Konzentrationslagers in Flossenbürg zu vereinbaren, in dem der Granitbedarf der Deutschen Erd- und Steinwerke (DESt) für die Repräsentationsbauten des Nationalsozialismus billig zu decken. Das KZ Flossenbürg wurde am 1. Mai 1938 errichtet.
In einer anderen Frage versuchte Holzschuher seine Amtsbefugnisse zu verteidigen und zu verhindern, dass Gauleiter Fritz Wächtler am Regierungspräsidium vorbei direkt in die Personalbesetzung der Bezirksämter eingriff, aber er wurde in dieser Auseinandersetzung und wegen Anschuldigungen über Unregelmäßigkeiten in der Regensburger Dörnbergstiftung vom bayerischen Innenminister (und Gauleiter von Oberbayern) Adolf Wagner am 10. November 1938 beurlaubt. In der Folge holte ihn Reichsinnenminister Wilhelm Frick in das Hauptamt der Ordnungspolizei nach Berlin.
Nach dem Überfall auf Polen war er im September/Oktober 1939 „Verwaltungschef des Militärbezirks Lodz und Vertreter des Verwaltungschefs für das gesamte polnische Gebiet“. Als landwirtschaftlicher Fachmann wurde er nach der deutschen Besetzung Polens vom 7. November 1939 bis zum 1. Juni 1940 mit der Leitung des Rasse- und Siedlungshauptamtes und des Zentralbodenamtes beim RKF beauftragt. Holzschuher gehörte zu den aussichtsreichen Kandidaten bei der Neubesetzung der Führung des Hauptamtes SS-Gericht. Da ihm der richtige Karrieresprung nicht gelang, ließ er sich am 8. April 1941 im Range eines Kriegsverwaltungsvizechefs beurlauben und kehrte auf sein 1931 erworbenes landwirtschaftliches Gut Artelshofen zurück. Das Holzschuher-Schlösschen Almoshof wurde 1941 für 70.000 Reichsmark an die Stadt Nürnberg verkauft, die es als Gästehaus für nationalsozialistische Funktionäre nutzen wollte.

## Entnazifizierung
Sein Sohn wird von der Nachrichtenagentur AP im Jahr 1985 so zitiert, dass der Vater später in den Widerstand gegangen und verhaftet worden sei, „but later opposed the Nazis and was arrested“. Im Entnazifizierungsverfahren 1948 wurde das Argument vom Vater allerdings nicht zur Sprache gebracht.
Über eine Internierungshaft nach Ende des Zweiten Weltkrieges ist nichts bekannt. Im Entnazifizierungsverfahren in Nürnberg gab ihm sein Regierungsvizepräsident Hermann Edler von Gäßler ein tadelloses Zeugnis, demnach habe er die Beamten in der Verwaltung gegen die Eingriffe der Partei durch Gauleiter Fritz Wächtler verteidigt. Wurde er noch am 18. November 1948 nach öffentlicher Verhandlung als Minderbelasteter mit einer Geldbuße von 10.000 DM bestraft, so wurde er in der Revision am 3. März 1949 nur noch als Mitläufer eingestuft. Da Holzschuher am 4. November 1937 dafür gesorgt hatte, dass in Pilsting ein Pfarrer und sein Kooperator in Schutzhaft genommen und anschließend zwangsversetzt wurden, wurde er am 20. August 1948 vom Landgericht Landshut wegen Freiheitsberaubung und Nötigung zu einem Jahr Gefängnis auf Bewährung verurteilt. Holzschuher legte auch gegen dieses Urteil Berufung ein und prozessierte auch noch jahrelang um seine Beamtenrechte nach dem 131er-Gesetz, in Berlin hatte er 1941 die Besoldungsgruppe B6 erreicht. Der bayerische sozialdemokratische Ministerpräsident Wilhelm Hoegner wies seine Pensionsforderungen schließlich am 18. August 1956 ab.